# Mahagadhimai
Mahagadhimai (Nepali महागढीमाई) ist eine Stadt im mittleren Terai Nepals im Distrikt Bara.
Die Stadt entstand Ende 2014 durch Zusammenlegung der Village Development Committees (VDCs) Babuain, Bariyarpur, Dahiyar, Ganj Bhawanipur, Patharhati und Telkuwa.
Im Gadhimai-Tempel in Bariyarpur findet alle fünf Jahre das Gadhimai-Fest statt. Dieses Fest beinhaltet die größte Opfergabe an Tieren (Ratten, Büffel, Schweine, Ziegen, Hühner, Tauben) weltweit, um die Göttin Gadhimai zu besänftigen.
Das Stadtgebiet von Mahagadhimai umfasst 40,3 km².

## Einwohner
Bei der Volkszählung 2011 hatten die VDCs, aus welchen die Stadt Mahagadhimai entstand, 38.751 Einwohner (davon 19.867 männlich) in 5812 Haushalten.